# Evil Dead Rise
Evil Dead Rise is een Amerikaanse horrorfilm uit 2023, geschreven en geregisseerd door Lee Cronin. De film is het vijfde deel uit de Evil Dead-filmreeks en het vervolg op de Evil Dead remake uit 2013.

## Verhaal
In de openingsscène brengen drie vrienden Teresa, Jessica en Caleb een weekend door aan het meer. Als Teresa bij haar nicht Jessica wil kijken, die eerder bij haar vriend Caleb heeft geklaagd dat ze onwel is, neemt een demon bezit van het lichaam van de jonge vrouw. De bezetene scalpeert vervolgens Teresa, verdrinkt Caleb en zweeft dan over het meer.
De dag ervoor ontdekte gitaartechnicus Beth dat ze zwanger was. Ze wendt zich tot haar zus Ellie voor hulp, die haar drie kinderen Danny, Bridget en Kassie alleen opvoedt na een scheiding in een vervallen en grotendeels verlaten appartementencomplex in Los Angeles. Wanneer er een aardbeving plaatsvindt, wordt de toegang tot een geheime kluis geopend in de ondergrondse garage van het huis. Tegen het advies van zijn zussen in, doorzoekt Danny de voorwerpen in de kamer en vindt hij een mysterieus boek en bijbehorende documenten.
Wanneer Danny een van de grammofoonplaten uit 1923 van een priester afspeelt, wordt onthuld dat het boek het Necronomicon is. Dit kon voorheen alleen door Danny worden geopend door middel van een bloedoffer en ontketent een vloek op de familie in verband met de audio-opnamen. Kort daarna wordt Ellie gewurgd door een mysterieuze entiteit voordat haar levenloze lichaam wordt bezeten en uit de dood wordt opgewekt.
De bezeten Ellie valt haar familie aan, waarbij ze Bridget aanvankelijk schijnbaar onschuldig schaadt. Omdat de lift, de trap en de telefoonverbinding door de aardbeving zijn vernield, is er geen mogelijkheid om te ontsnappen of om hulp te roepen. Als Ellie de behulpzame buren vermoordt, slaagt Beth erin haar het appartement uit te sluiten. Danny voelt zich schuldig en laat zijn tante het boek en de platen zien in de hoop dat hij zijn moeder nog kan redden. Terwijl Beth naar meer opnames luistert en erachter komt dat de ondoden niet kunnen worden gedood, alleen uiteengereten, blijft de infectie van Bridget zich verspreiden. Samen kan het bezeten meisje worden overmeesterd door de rest van de familie, maar Danny wordt opnieuw het slachtoffer van een aanval door Ellie.
Beth besluit te vluchten met haar nichtje Kassie. Ondertussen verenigen de bezetenen hun lichamen om de Marauder te vormen, die als een ondood wezen op de voortvluchtigen jaagt. Wanneer Kassie wordt betrapt in de ondergrondse garage, gebruikt Beth een kettingzaag om de Marauder in een houtversnipperaar te duwen en hem te vernietigen. De twee vluchten vervolgens samen. De volgende ochtend gaat buurvrouw Jessica naar de ondergrondse parkeergarage om het weekend aan het meer te beginnen. Bij het ontdekken van de verwoesting die de avond ervoor is aangericht, raakt ze zelf bezeten door de mysterieuze entiteit, wat leidt tot de openingsscène.

## Rolverdeling
| Acteur                  | Personage    | Opmerkingen   |
| ----------------------- | ------------ | ------------- |
| Lily Sullivan           | Beth         |               |
| Alyssa Sutherland       | Ellie        |               |
| Morgan Davies           | Danny        |               |
| Gabrielle Echols        | Bridget      |               |
| Nell Fisher             | Kassie       |               |
| Richard Crouchley       | Caleb        |               |
| Mirabai Pease           | Teresa       |               |
| Anna-Maree Thomas       | Jessica      |               |
| Jayden Daniels          | Gabriel      |               |
| Billy Reynolds-McCarthy | Jake         |               |
| Tai Wano                | Scott        |               |
| Mark Mitchinson         | Mr. Fonda    |               |
| Bruce Campbell          | Ash Williams | stem en cameo |

## Release
De film ging in première op 15 maart 2023 op het festival South by Southwest. De film was oorspronkelijk gepland voor een release alleen via de streamingdienst HBO Max, maar werd in augustus 2022 overgeschakeld naar een bioscooprelease vanwege positieve testvertoningen en het herstructureringsplan voor filmdistributie Warner Bros. Pictures. De film werd op 21 april 2023 uitgebracht in de Verenigde Staten.

## Ontvangst
Op Rotten Tomatoes heeft Evil Dead Rise een waarde van 84% en een gemiddelde score van 7,2/10, gebaseerd op 192 recensies. Op Metacritic heeft de film een gemiddelde score van 69/100, gebaseerd op 38 recensies.

## Prijzen en nominaties
| Jaar | Prijs              | Categorie                  | Genomineerde(n) | Uitslag     |
| ---- | ------------------ | -------------------------- | --------------- | ----------- |
| 2023 | South by Southwest | Publieksprijs (Headliners) | Lee Cronin      | Genomineerd |

## Voorlopers

### Films
- The Evil Dead (1981)
- Evil Dead II (1987)
- Army of Darkness (1992)
- Evil Dead (2013)

### Televisieserie
- Ash vs Evil Dead (2015-2018)